# Округ Пајк (Илиноис)
Округ Пајк (енгл. Pike County) је округ у америчкој савезној држави Илиноис.

## Демографија
По попису из 2010. године број становника је 16.430, што је 954 (-5,5%) становника мање 2000. године.
| Група             | 2000.          | 2010.          |
| Белци             | 16.868 (97,0%) | 15.802 (96,2%) |
| Афроамериканци    | 260 (1,5%)     | 275 (1,7%)     |
| Азијати           | 41 (0,2%)      | 38 (0,2%)      |
| Хиспаноамериканци | 87 (0,5%)      | 172 (1,0%)     |
| Укупно            | 17.384         | 16.430         |